# زورغتين باتيولجا
زورغتين باتيولجا (19 سبتمبر 1986 بأولان باتور في منغوليا - ) هو لاعب كرة قدم منغولي في مركز الوسط. لعب مع نادي إركيم.

## وصلات خارجية
- زورغتين باتيولجا على موقع قاعدة بيانات كرة القدم.إي يو (الإنجليزية)
- زورغتين باتيولجا على موقع ناشيونال فوتبول تيمز (الإنجليزية)
- زورغتين باتيولجا على موقع Soccerway.com (الإنجليزية)